# 김용 (성우)
김용(1986년 1월 31일 ~ )은 대한민국의 성우로, 2017년 한국방송 성우극회 공채 42기로 입사했다.

## 주요 출연작품

### 애니메이션
- 헬로 카봇 스타가디언(SBS) - 호프

### 극장판
- 드림쏭3 (앵거스)
- 리틀 엠마 (니콜라이)
- 조제, 호랑이 그리고 물고기들 (하야토)

### 방송

#### KBS
- 2018.03.29 <KBS 스페셜 누가 북한을 움직이는가 1편 - 평양의 파워 엘리트> 내레이션

### 라디오

#### KBS
소설극장 (KBS 3라디오)
- 2017.01.19 ~ 2017.03.12 기욤 뮈소 作 <내일> (가브리엘)

KBS 무대 (KBS 한민족방송)
- 2017.02.18 <마스커레이드> (비서)
- 2017.03.04 <사약 받는 날> (상놈1)
- 2017.03.11 <카페W> (편집장)
- 2017.04.08 <멋진 친구> (의사)

라디오 극장 (KBS 한민족방송)
- 2017.02.01 ~ 2017.02.28 정규웅 作 <붉은 꽃, 나혜석>
- 2017.03.01 ~ 정길연 作 <달리는 남자 걷는 여자> (기성)
- 2017.04.01 ~ 조두진 作 <결혼면허> (종업원)

다큐멘터리 역사를 찾아서 (KBS 라디오)
- 2017.02.19 <제643편 척신 김안로, 탄핵을 받다> (승지)
- 2017.02.26 <제644편 경빈 박 씨와 「작서의 변」> (승지)

바람따라 구름따라 (KBS 라디오)
- 방송중

와이파이 초한지 (KBS 라디오)
- 2017.03.28 <231화> (장군)

### 기타
- 2017.02.17 더빙의 신 - 더빙스타 소환프로젝트 <우피 골드버그, 라디오 드라마의 전설 《성선녀 2부》>

## 같이 보기
- 한국방송 성우극회